# Лихвинская засека
Лихвинская засека — оберегательная передовая засека Московского государства, располагалась в Лихвинском уезде, Калужской губернии.
Город Лихвин к концу XVI столетия получил довольно важное стратегическое значение. Западные границы Московского государства, не имеющие природную защиту в виде рек и густых лесов, подвергались частым опустошительным набегам ордынских войск, а потом польско-литовских и требовали постоянной и деятельной обороны. Московские великие князья ещё в XIV веке завели на данных рубежах постоянную стражу, которая наблюдала за движением неприятеля и во-время о всём извещала пограничных воевод и самих Государей. Отсюда в украинских (окраинных) городах и острогов образовался особый класс служилых людей — городовых казаков, в число которых поступали вольные люди из всех сословий. При царе Иване IV Васильевиче Грозном охраной рубежа заведовал Стрелецкий приказ, но такая мера оказалась не вполне достигавших своих целей по охране и обороне государства.
Царь Борис Годунов, ввиду участившихся набегов и предполагаемого нашествия крымского хана Казы-Гирея, дал указ по окраинным городам ставить засеки. В 1598 году он рассмотрел чертежи этих засек, среди которых была и Лихвинская засека. Утвердив план засеки царь послал к Лихвину особого воеводу с отрядом мордвы и стрельцами. Лихвинская засека располагалась от левого берега Оки и простиралась до непроходимых мест огромного в те времена леса, защищая дорогу на Москву и проходил по населённым пунктам: Кулешово, Мишнево, Гостунь и Кипеть. Рядом протекали небольшие речки: Лубна и Озеренка, а также находилось озеро Левенское. Одной из основных задач Лихвинской засеки было создание непроходимой преграды для недопущения прорыва неприятеля от Брянска.
В техническом отношении засека располагалась по длине на 88 вёрст, состояла из глубокого рва с крутым гласисом, по которому был проведён палисад с бойницами. Далее путь преграждали большие порубленные и поваленные деревья. На самой Лихвинской засеке располагалось семь ворот с крепостями, башнями и бойницами для пушек и пищалей. Сама засека подразделялась на части, которые носили названия: Слободская, Боровенская, Ульяжская (Ляжская) и Полашевская засеки.
К концу XVII - начало XVIII веков, ввиду расширения Московского государства на запад, оборонное значение засеки снизилось, служилые люди отозваны и засека пришла в упадок.